# Estación de Olabeaga
Olabeaga es una estación de ferrocarril situada en el barrio de Olabeaga de la ciudad española de Bilbao en la comunidad autónoma del País Vasco. Forma parte de las líneas C-1 y C-2 de la red de Cercanías Bilbao operada por Renfe.

## Situación ferroviaria
La estación se encuentra en el punto kilométrico 3,2 de la línea férrea de ancho ibérico que une Bilbao con Santurce, a 12 metros de altitud.

## Historia
Fue inaugurada el 19 de marzo de 1888 con la apertura al tráfico del tramo Bilbao-Baracaldo de la línea que pretendía unir Bilbao con Portugalete.  Las obras corrieron a cargo de la Compañía del Ferrocarril de Bilbao a Portugalete. En 1924 pasó a depender totalmente de Norte la cual mantuvo la gestión de la estación hasta la nacionalización del ferrocarril en España, en 1941 con la creación de RENFE. Desde el 31 de diciembre de 2004, Adif es la titular de las instalaciones. 

### Modificaciones
Cuando en la década de los 90 se construyó la Variante Sur Ferroviaria, impulsada por la institución Bilbao Ría 2000, se modificó el tramo entre Olabeaga y Bilbao-La Naja, que formaba parte de las líneas Bilbao - Santurtzi y Bilbao - Muskiz. Después de llevar a cabo la operación, en 1999 abrieron las nuevas estaciones de San Mamés, Autonomía, Amézola y Zabalburu, la estación de Olabeaga fue modificada y la estación Bilbao-Abando pasó a ser la cabecera de las líneas anteriores.
La inauguración de la Variante Sur Ferroviaria llevó a la clausura de la estación de Bilbao-La Naja y de la línea C-4 entre las estaciones de Olabeaga y Bilbao-Parke/Guggenheim. La estación de Bilbao-Parke/Guggenheim fue clausurada el 21 de noviembre de 2003, junto con la línea C-4.
Gracias al proyecto de renovación de Basurto-Olabeaga, está prevista la reubicación de la estación.

## Servicios ferroviarios

### Cercanías
Los trenes de las líneas C-1 y C-2 de la red de Cercanías Bilbao que opera Renfe tienen parada en la estación. Entre semanas la frecuencia media es de un tren cada diez-quince minutos.
| procedencia/destino | < estación | Línea   | estación > | destino/procedencia |
| ------------------- | ---------- | ------- | ---------- | ------------------- |
| Bilbao Abando       | San Mamés  |         | Zorroza    | Santurce            |
| Bilbao Abando       | San Mamés  | Musques | Zorroza    |                     |